# جيمي سانتياغو باكا
جيمي سانتياغو باكا (بالإنجليزية: Jimmy Santiago Baca)‏ هو كاتب سيناريو أمريكي، ولد في 2 يناير 1952 في سانتا فيه في الولايات المتحدة.

## وصلات خارجية
- جيمي سانتياغو باكا على موقع IMDb (الإنجليزية)
- جيمي سانتياغو باكا على موقع ميوزك برينز (الإنجليزية)
- جيمي سانتياغو باكا على موقع قاعدة بيانات الفيلم (الإنجليزية)